# لاس ريغيراس
بلدية لاس ريغيراس (بالإسبانية: Las Regueras) هي بلدية تقع في منطقة أستورياس شمال غرب إسبانيا.

## الديموغرافيا
بلغ عدد سكان بلدية لاس ريغيراس 1.981 نسمة عام 2011 (وفقاً للمعهد الوطني للإحصاء الإسباني).
| 2.268 | 2.221 | 2.097 | 2.088 | 2.026 | 2.025 | 1.981 |

## أعلام
- رامون غونزاليس بينيا